# 普阳街道
普阳街道，是中国吉林省长春市绿园区下辖的一个乡镇级行政单位。

## 行政区划
普阳街道共辖以下地区：
升阳社区、蓝天社区、世纪社区、花园社区、庆阳社区、建阳社区、信阳社区。